# 骑士堡
骑士堡（阿拉伯语：حصن الفرسان），是叙利亚的一個中世纪十字军东征时期城堡，位於霍姆斯省泰勒凱萊赫區的阿爾哈森。它是世界上保存至今最好的城堡之一。
2006年，骑士堡与萨拉丁城堡被联合国教科文组织认定为世界遗产。

## 歷史
十字軍為奪回耶路撒冷，自1095年至1291年發動10次東征，與回教徒作戰。這期間，從貝魯特至土耳其的安塔基亞之高山地帶，形成「城堡帶」，騎士團體修建造許多城堡，其中位於敘利亞阿爾哈森的騎士堡規模最為宏大完整。當地海拔2300呎，居高臨下，戰略地位重要。
2006年騎士堡和薩拉丁堡被联合国教育、科学及文化组织列入世界遺產名錄。
其後曾被伊斯蘭國部隊當作基地，已部分損壞。

## 建築特色
騎士堡修建1031年，可以見到阿拉伯風格。後來騎士團對它進行了翻修和擴建：主要以堅硬的黑色玄武岩石塊為建築材料，修建了護衛塔、內外城牆、護城河、教堂等哥特式的建築。
該堡具有複雜如迷宮般的防禦工事，呈環狀排列，以強化防守功能。外牆比內牆高，外有壕溝環繞，牆上佈滿雉堞，又有一些可投射武器及倒出滾燙熱油的設備。在較弱的角落，建有三座巨大而堅固的塔樓補強。內部可容納二千名士兵及馬匹，地下室建有數個收集雨水的水池，另建有引水道，可由外部水源引水使用。外部入口有可吊起的木橋。

## 照片集

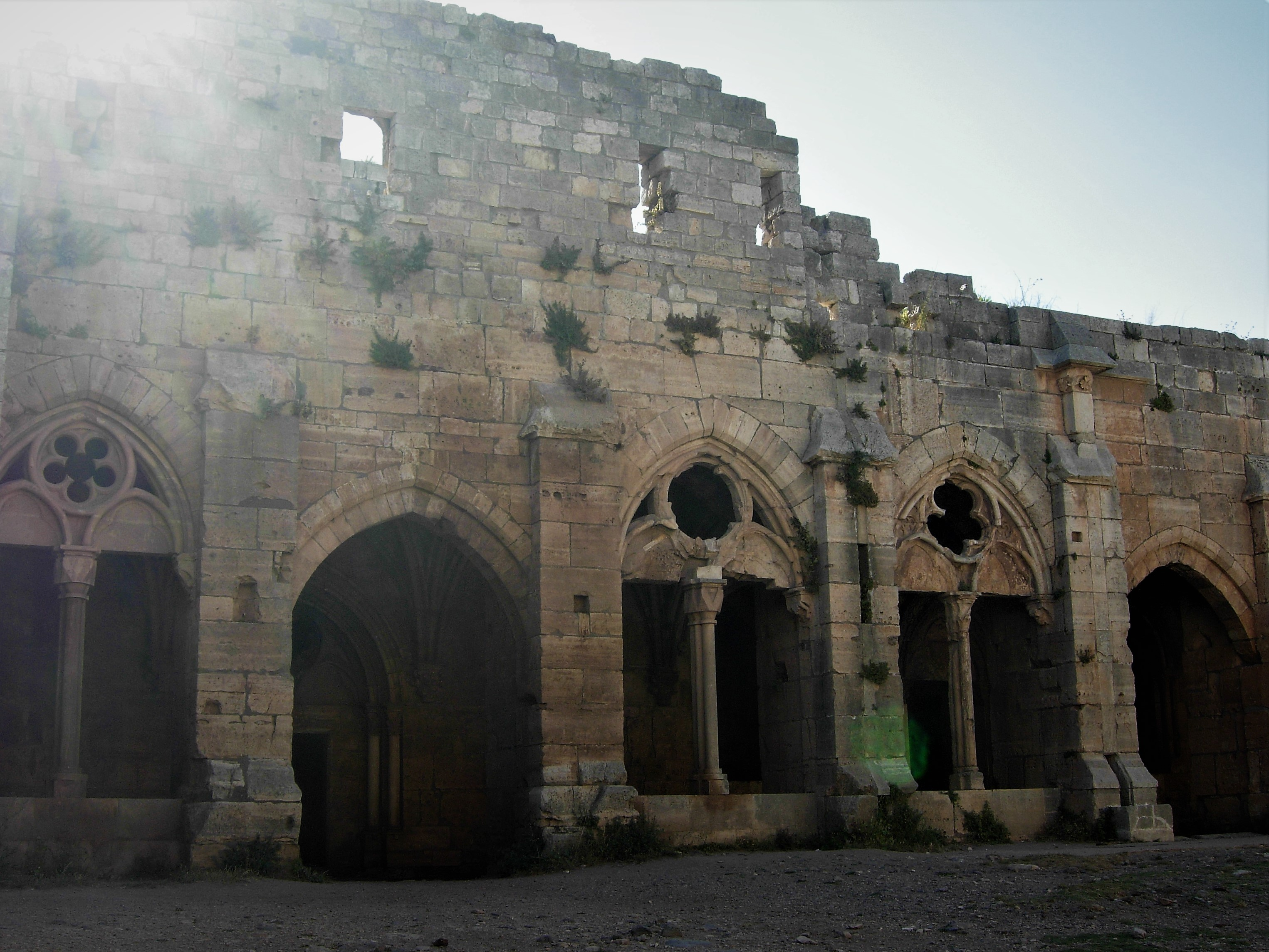
騎士城堡教堂外觀
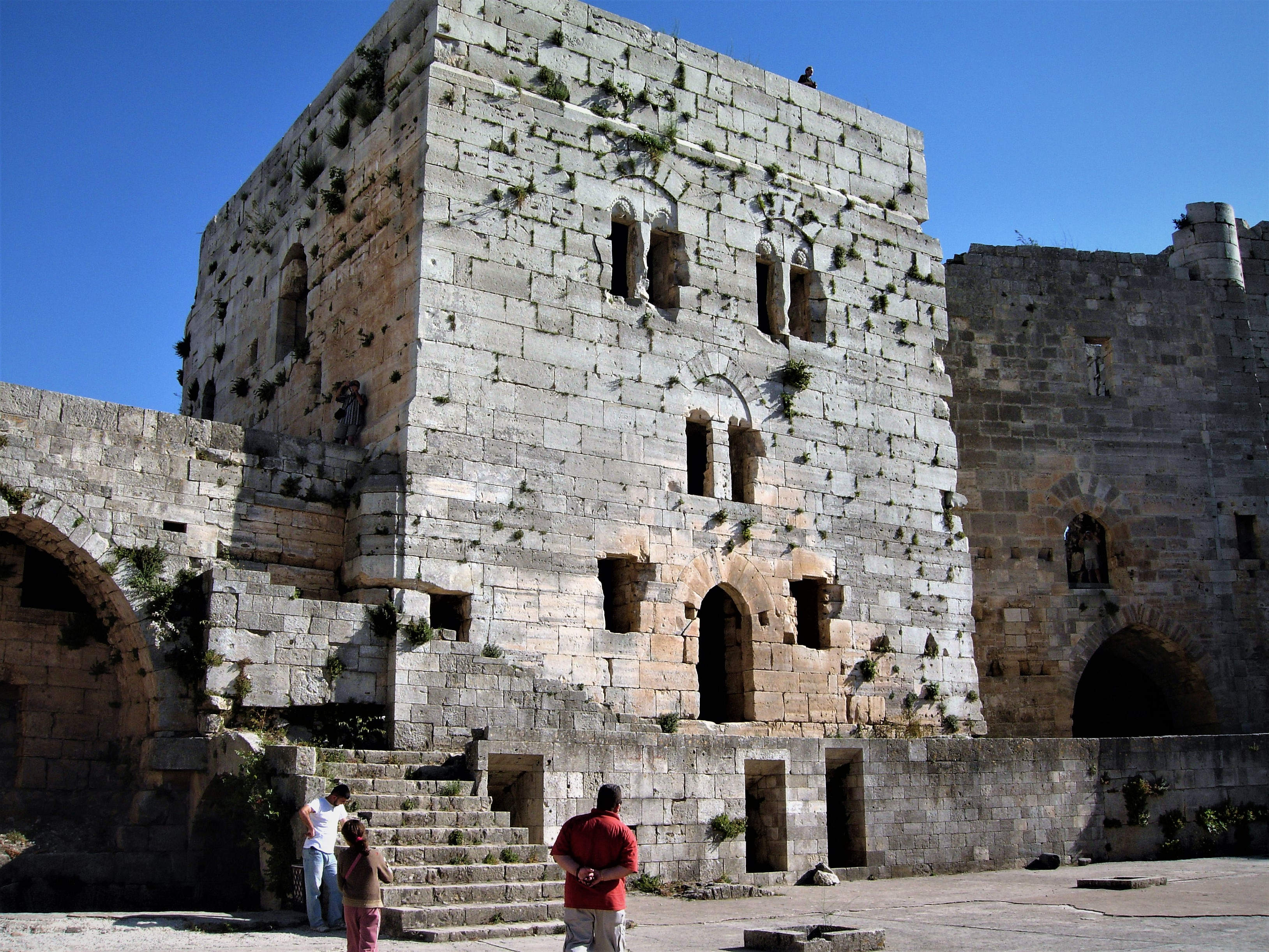
騎士堡城樓外觀
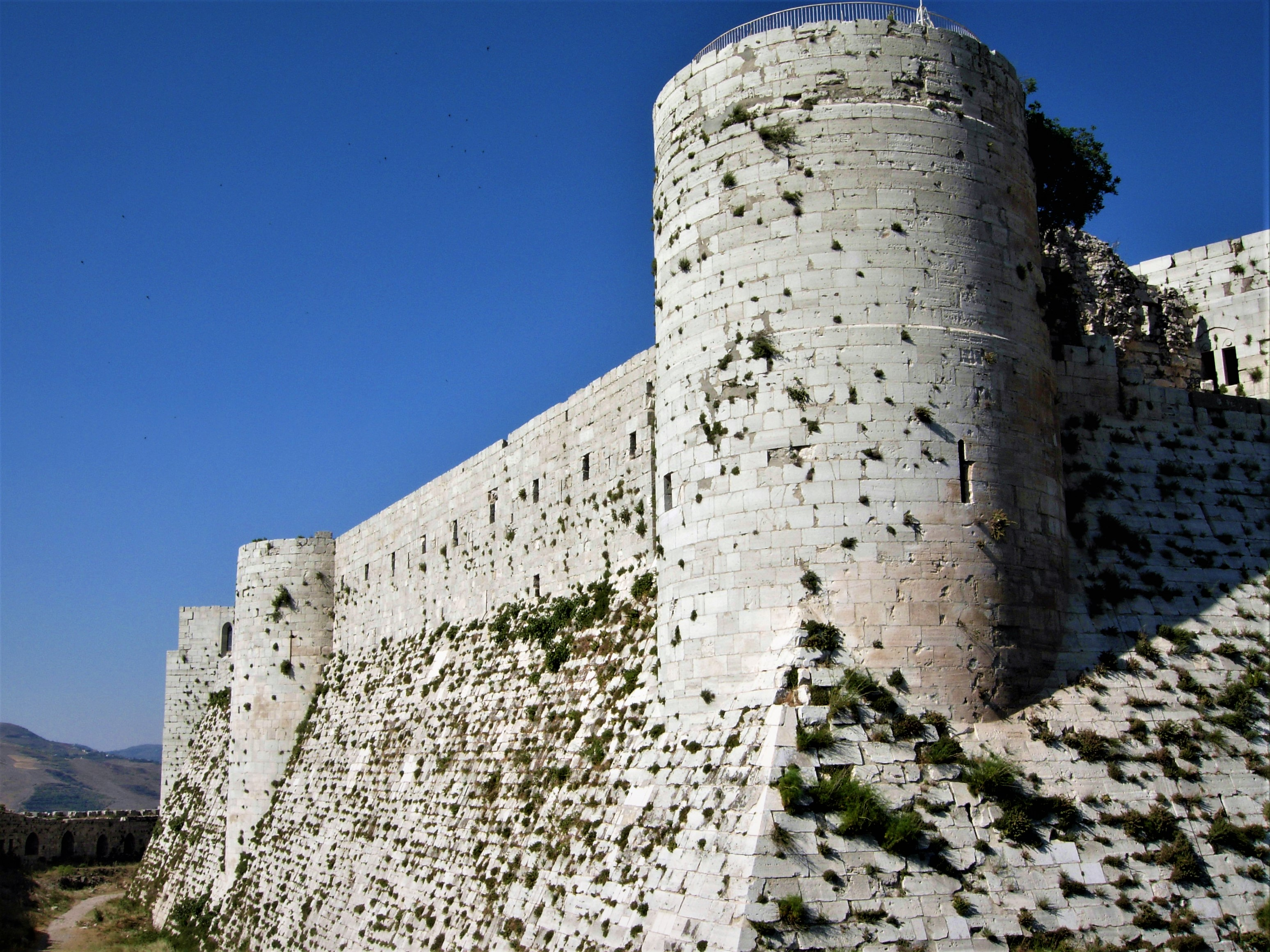
騎士堡塔樓外觀
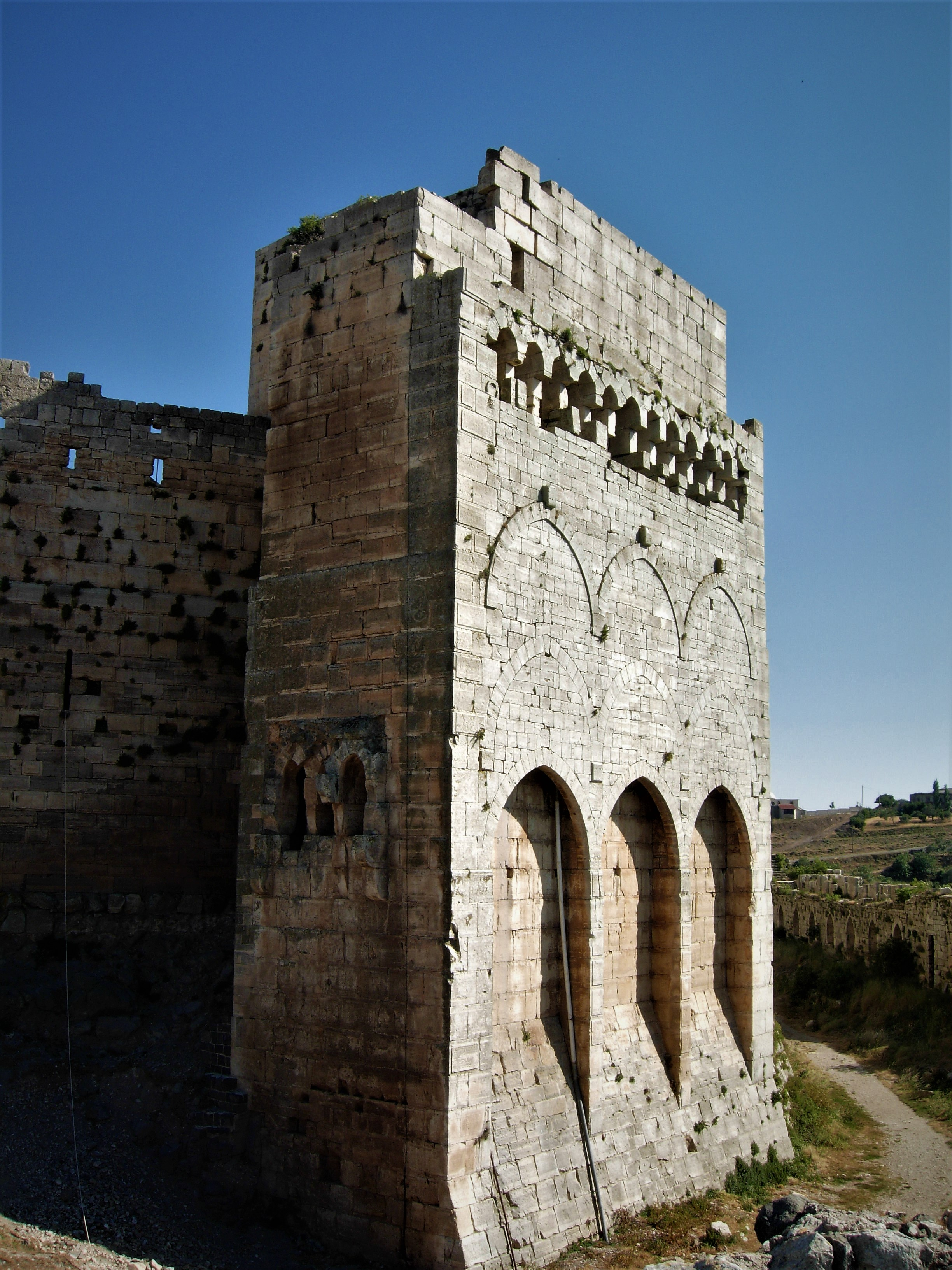
騎士城堡外觀
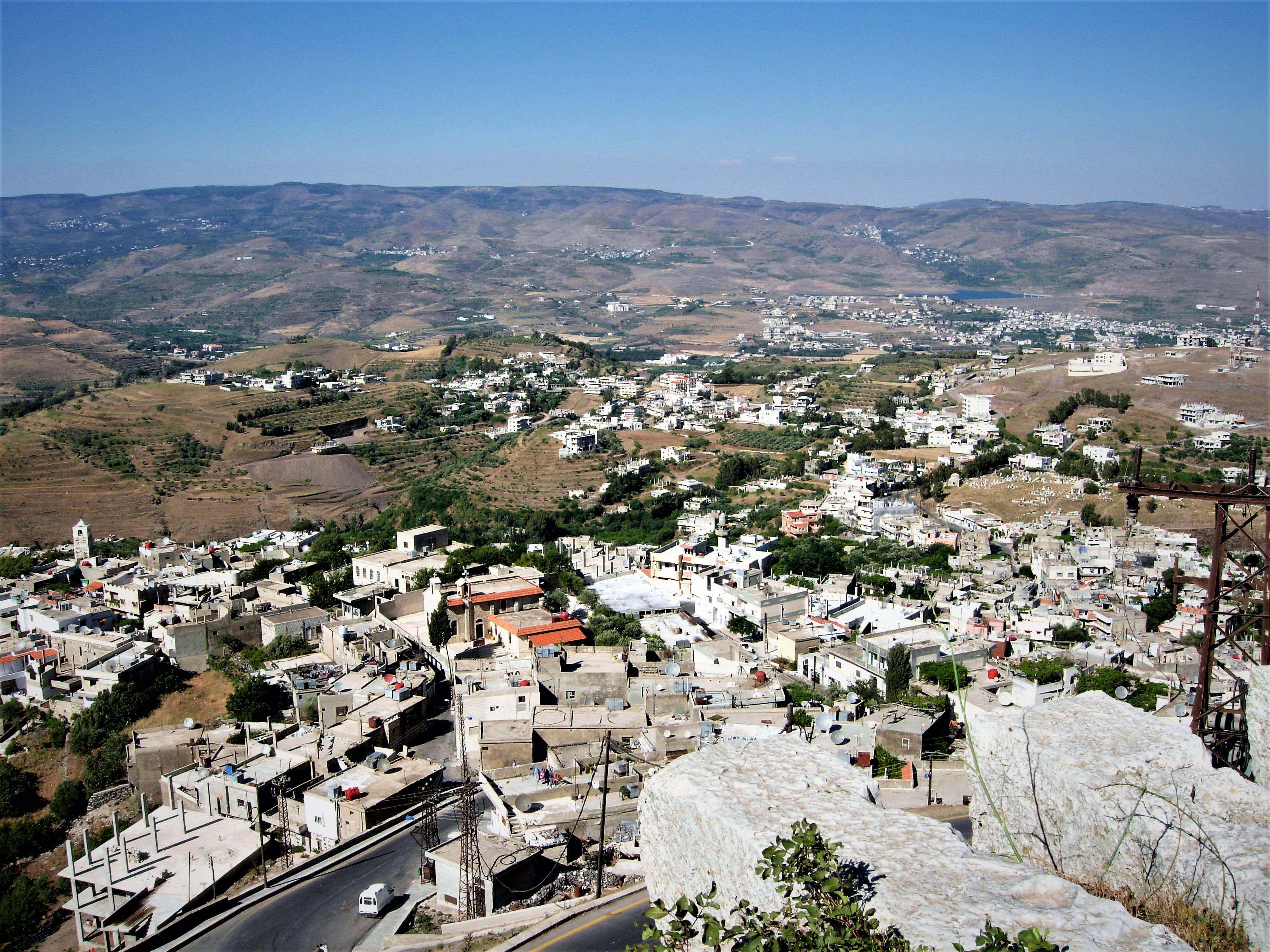
騎士堡視野廣擴
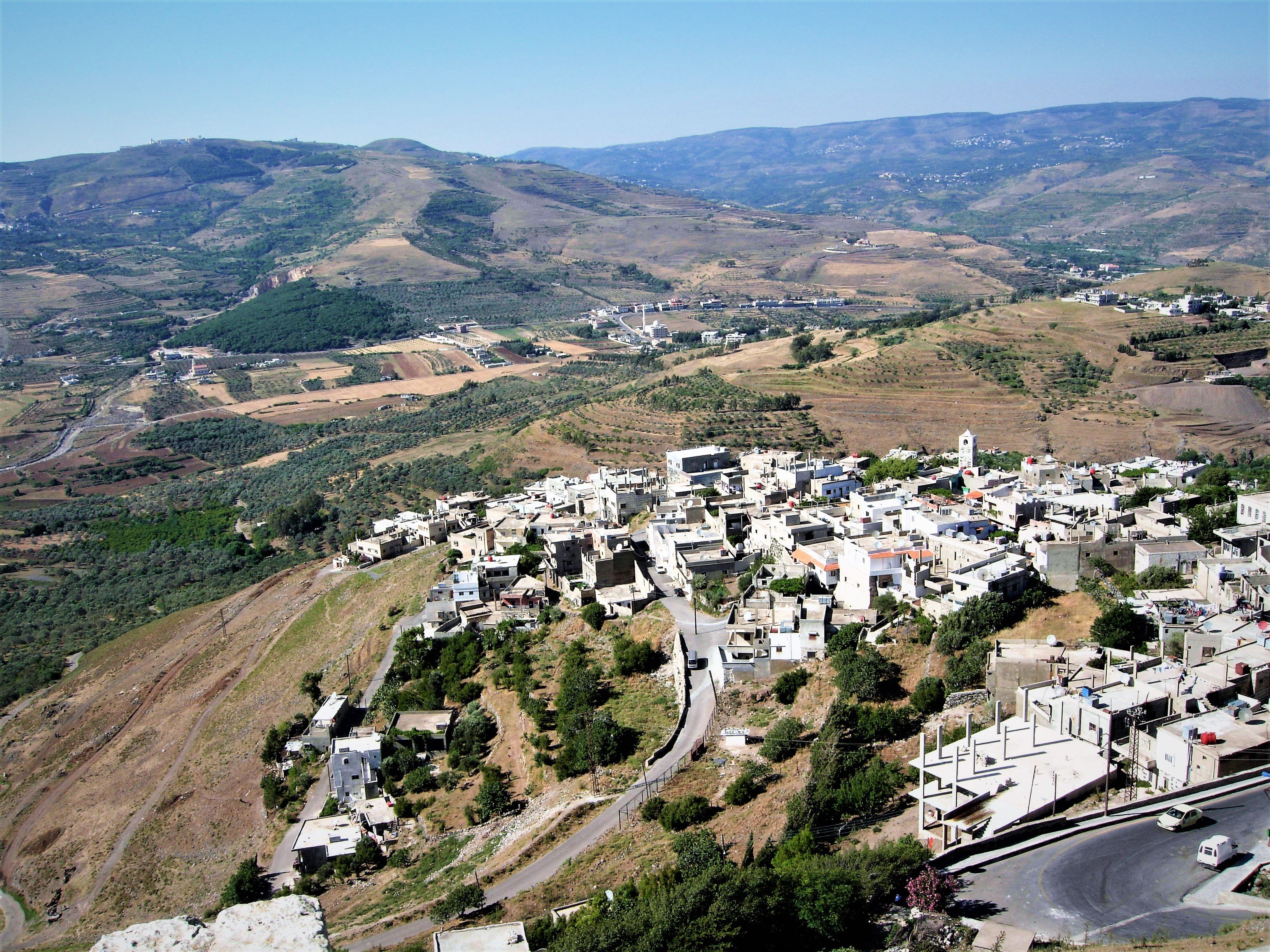
騎士堡視野甚佳
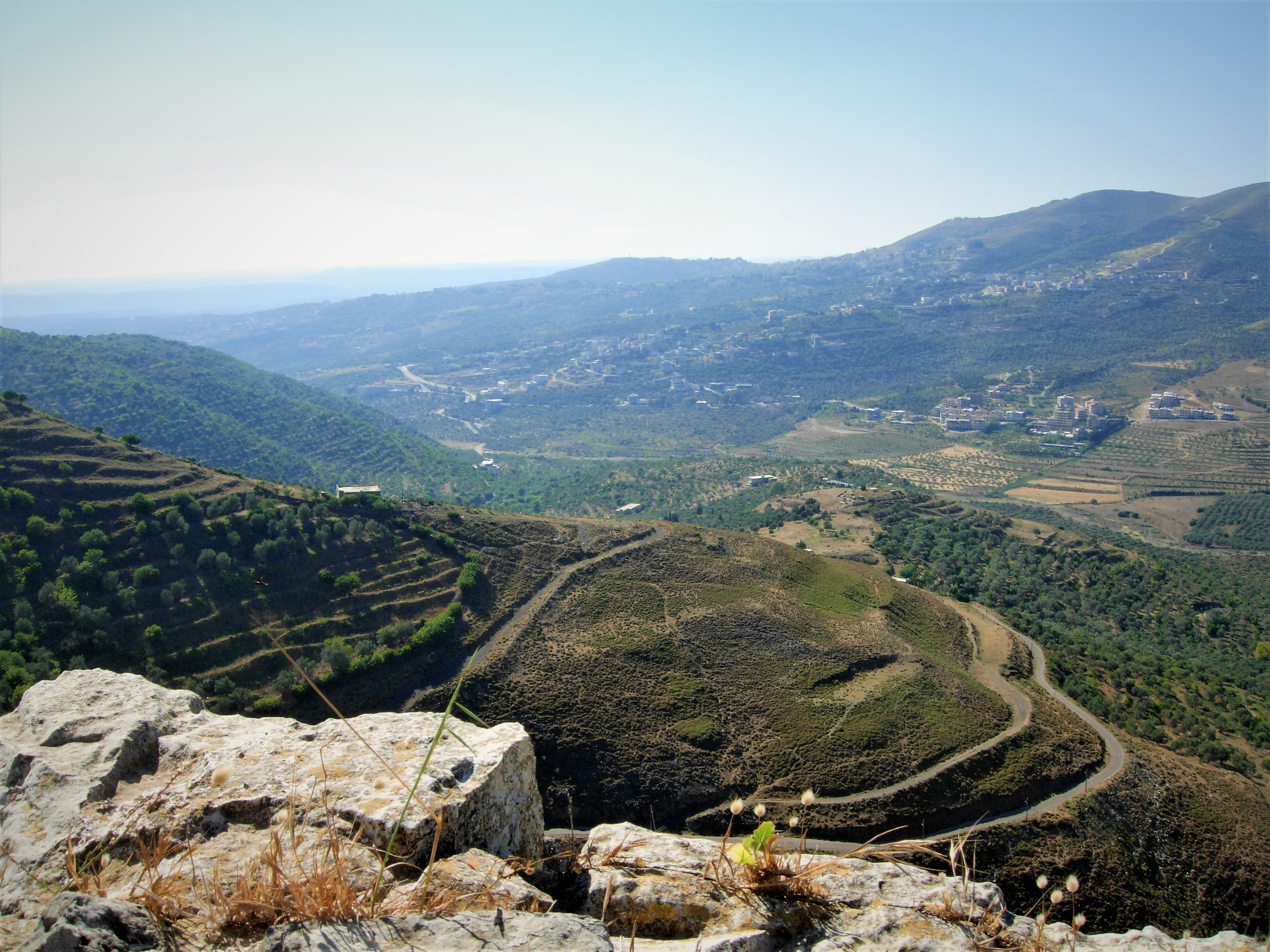
騎士堡視野
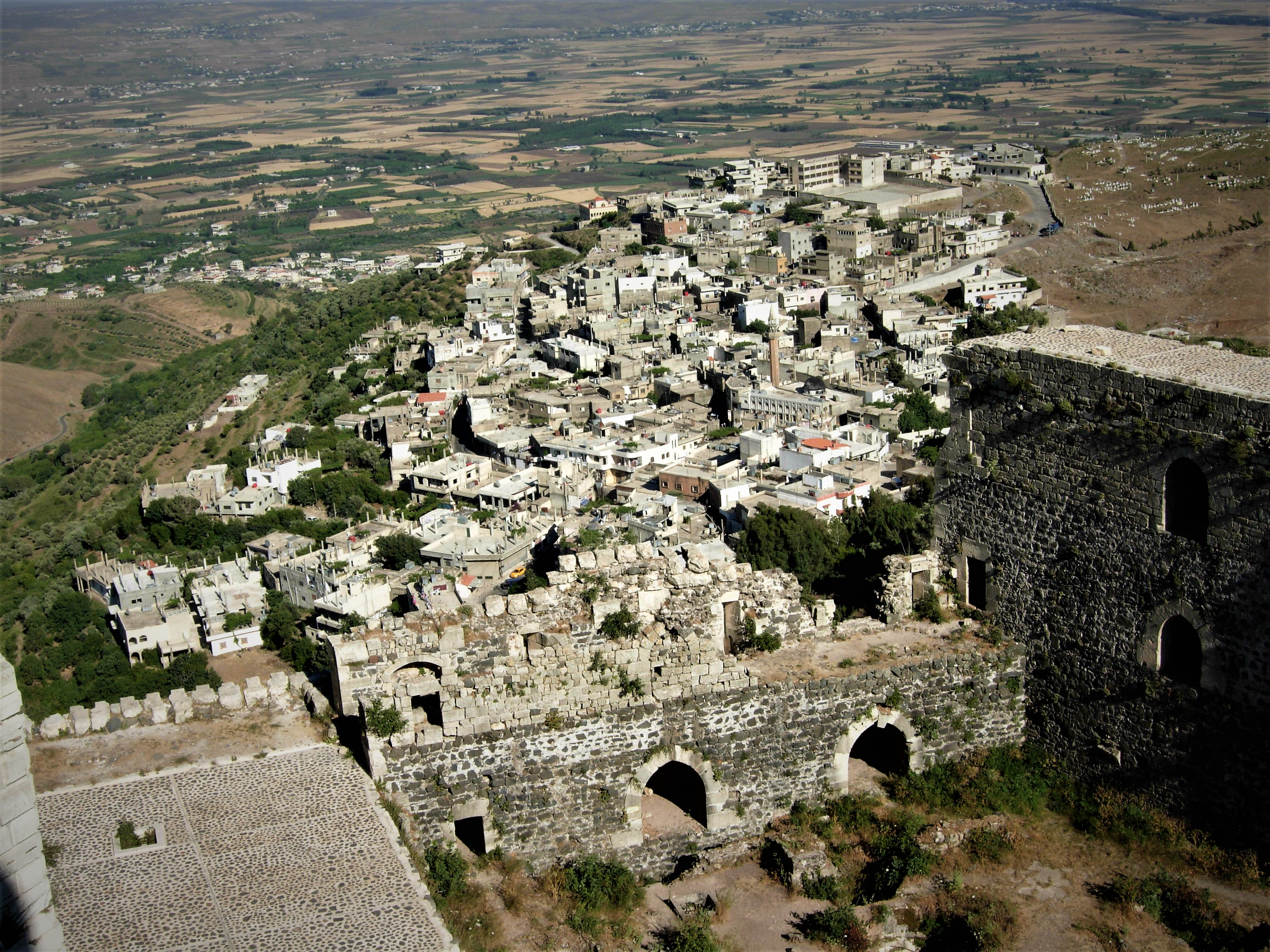
騎士堡視野廣
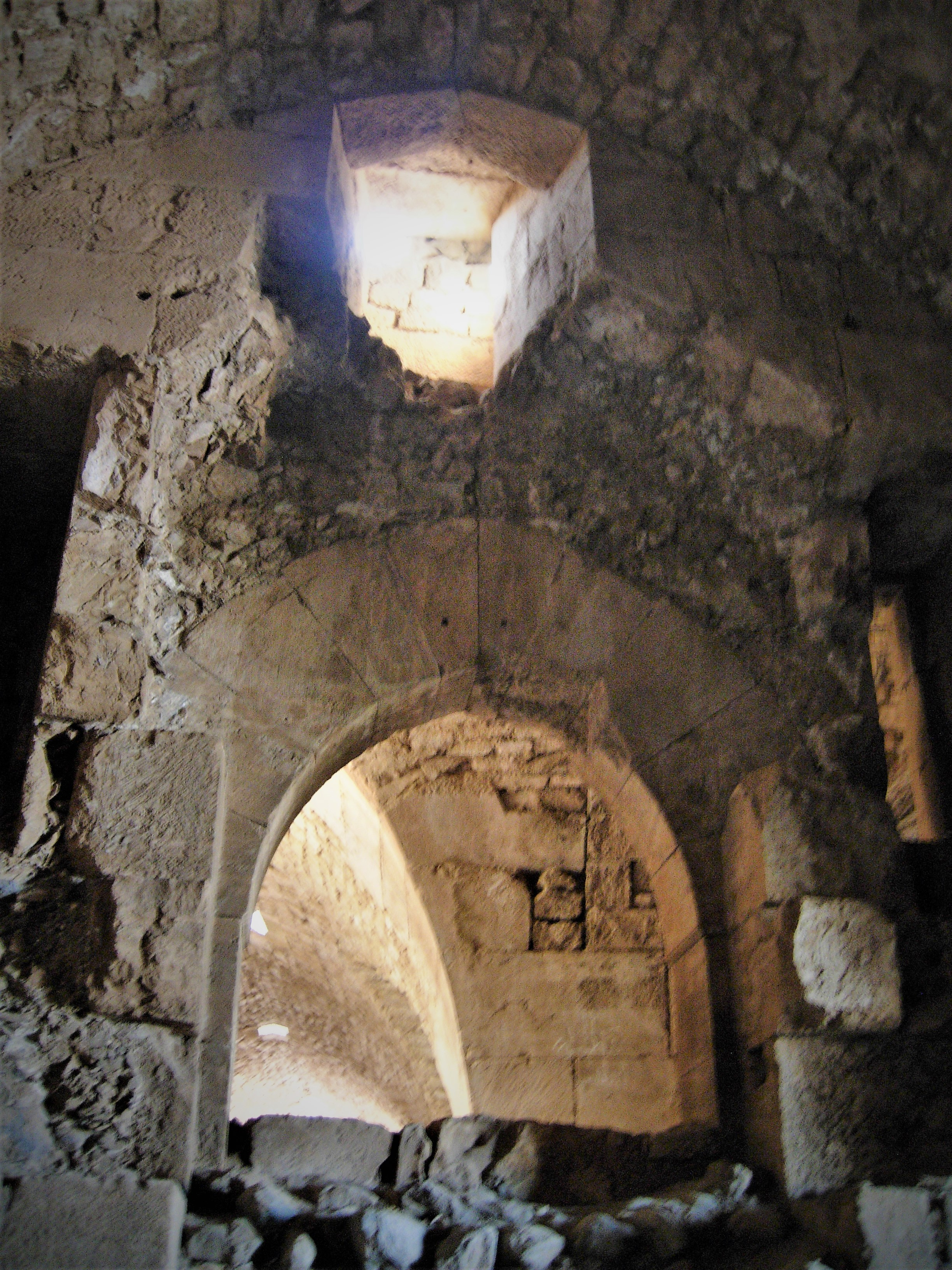
騎士堡內部
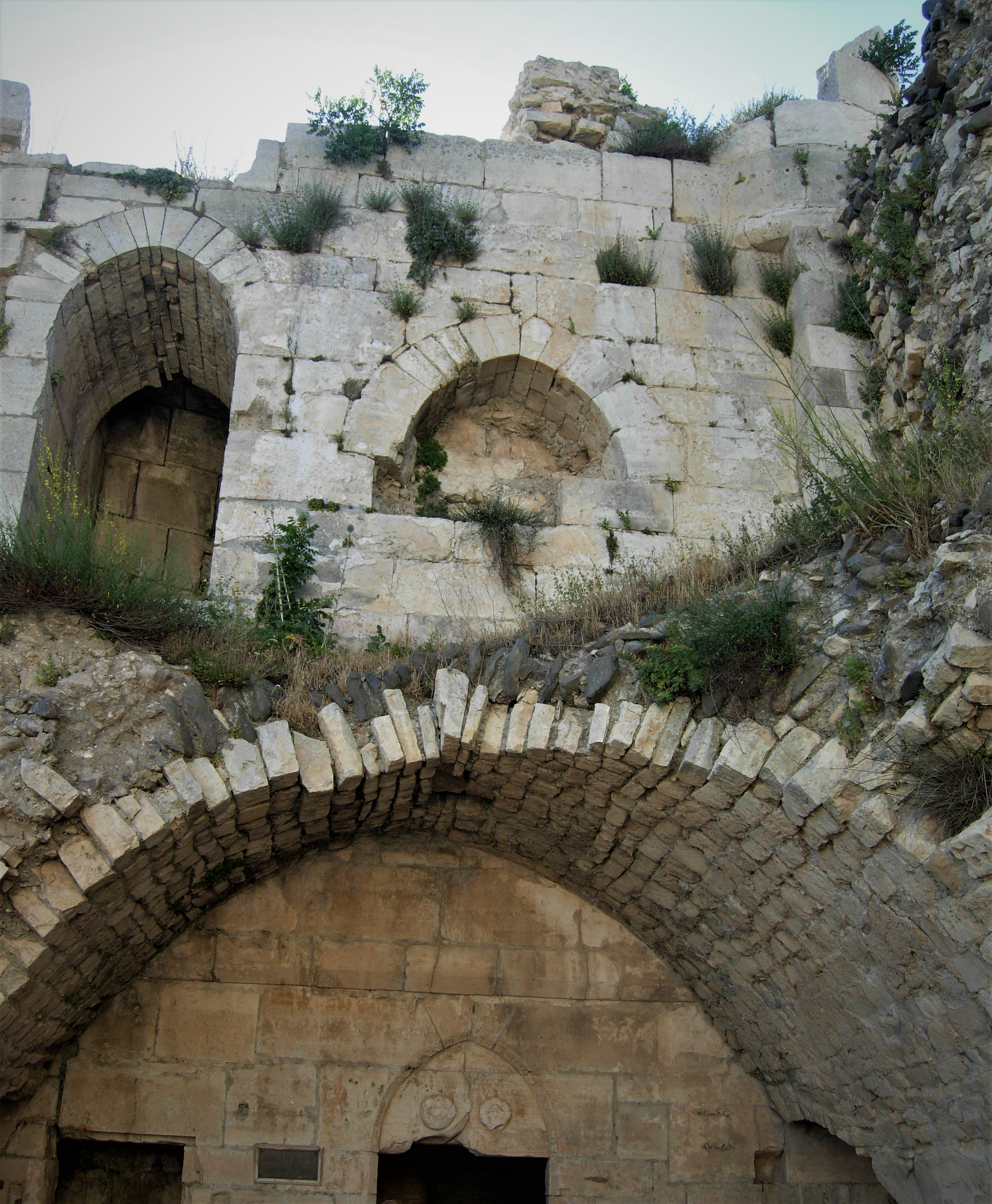
騎士堡-內部通道
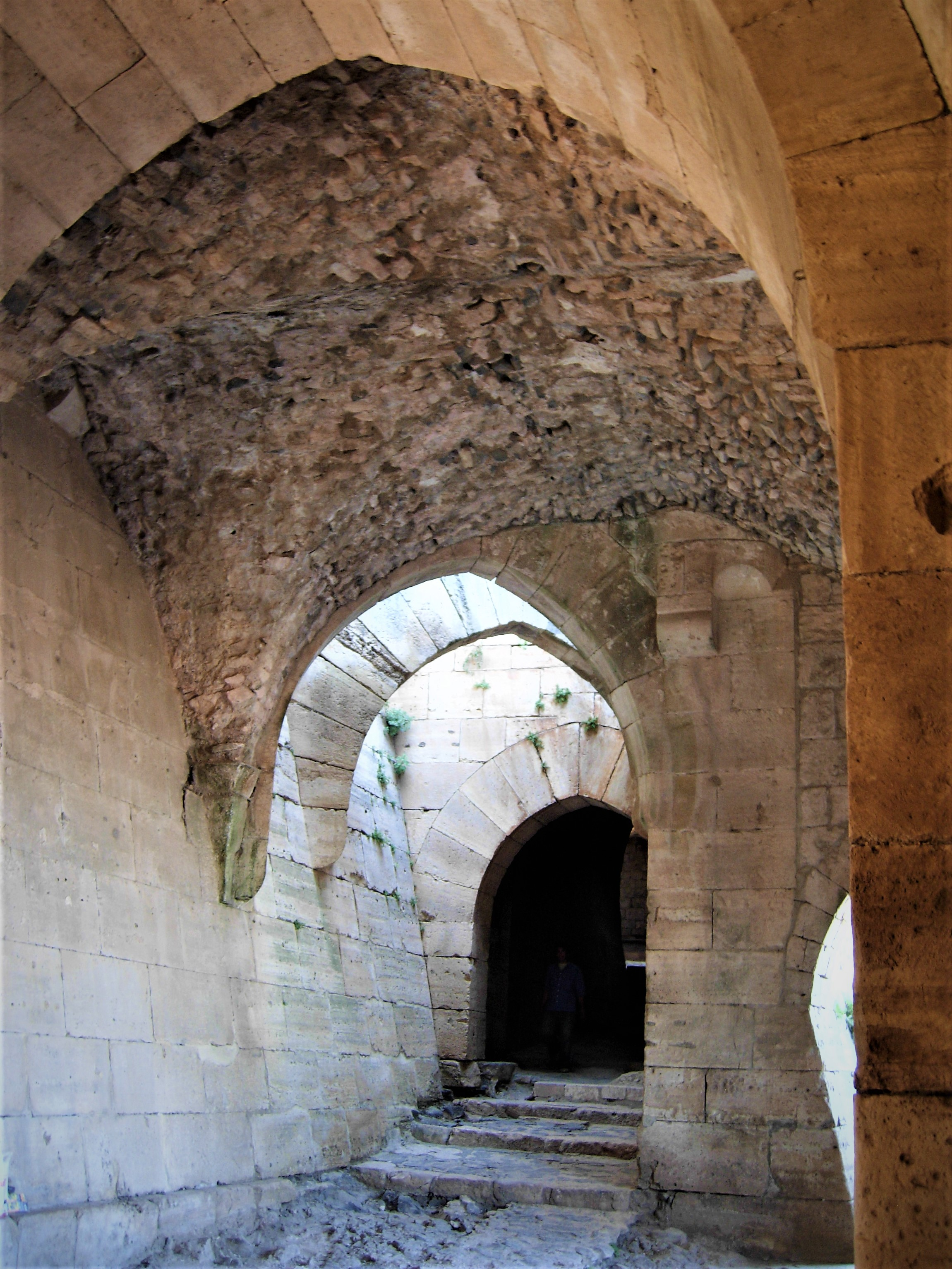
騎士堡-內部通道
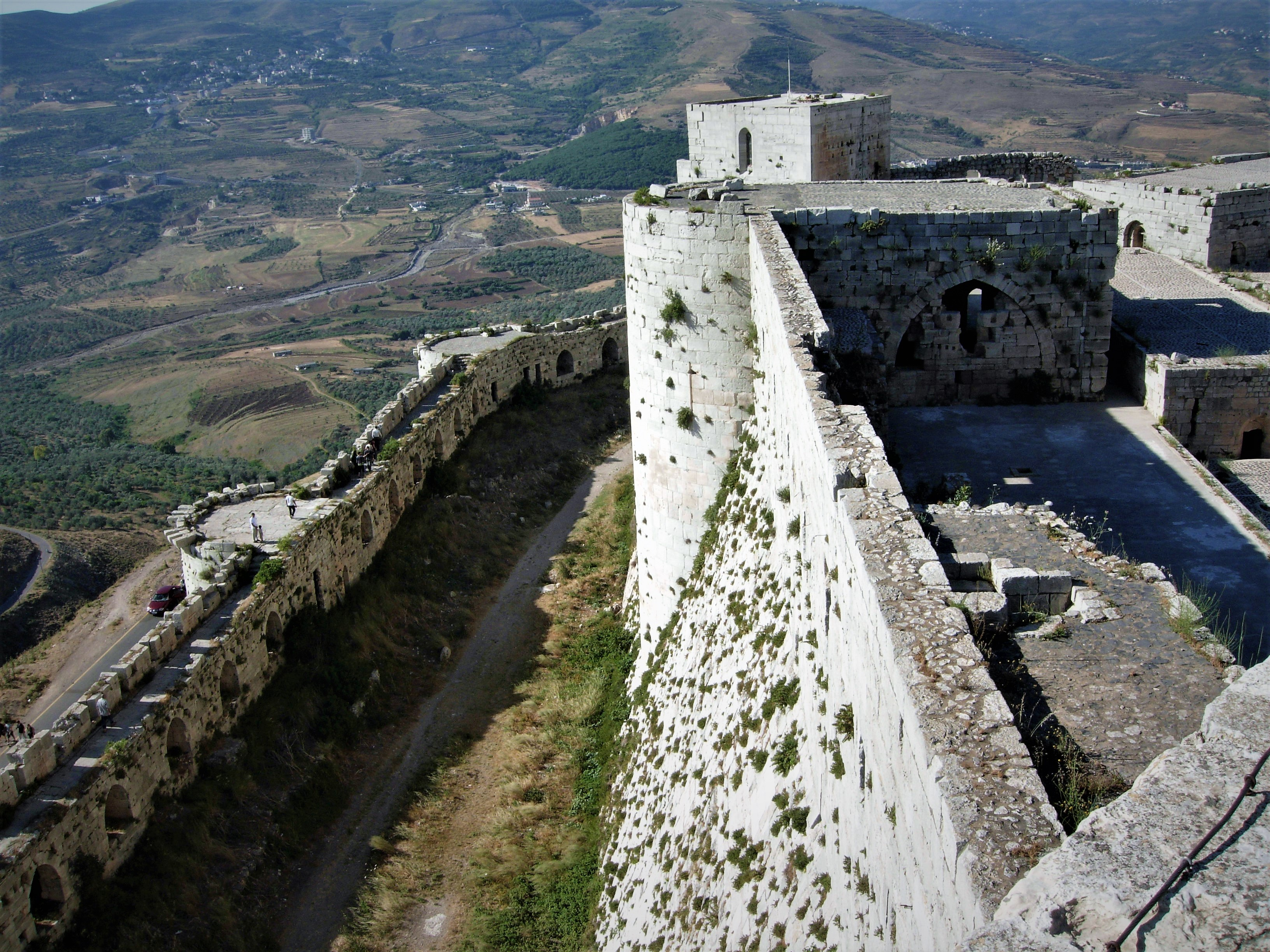
騎士堡-內部及護城河
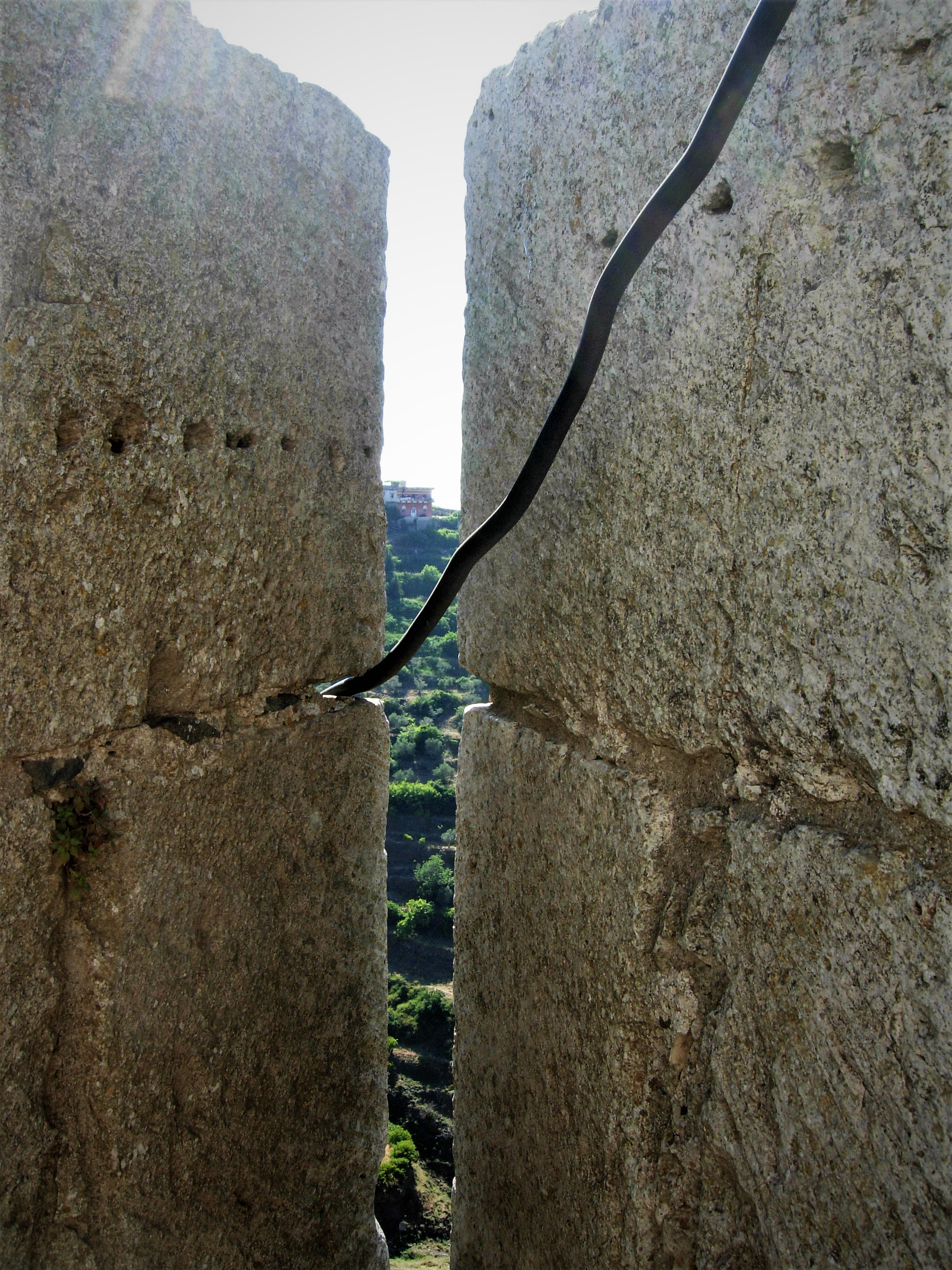
騎士堡內部設施
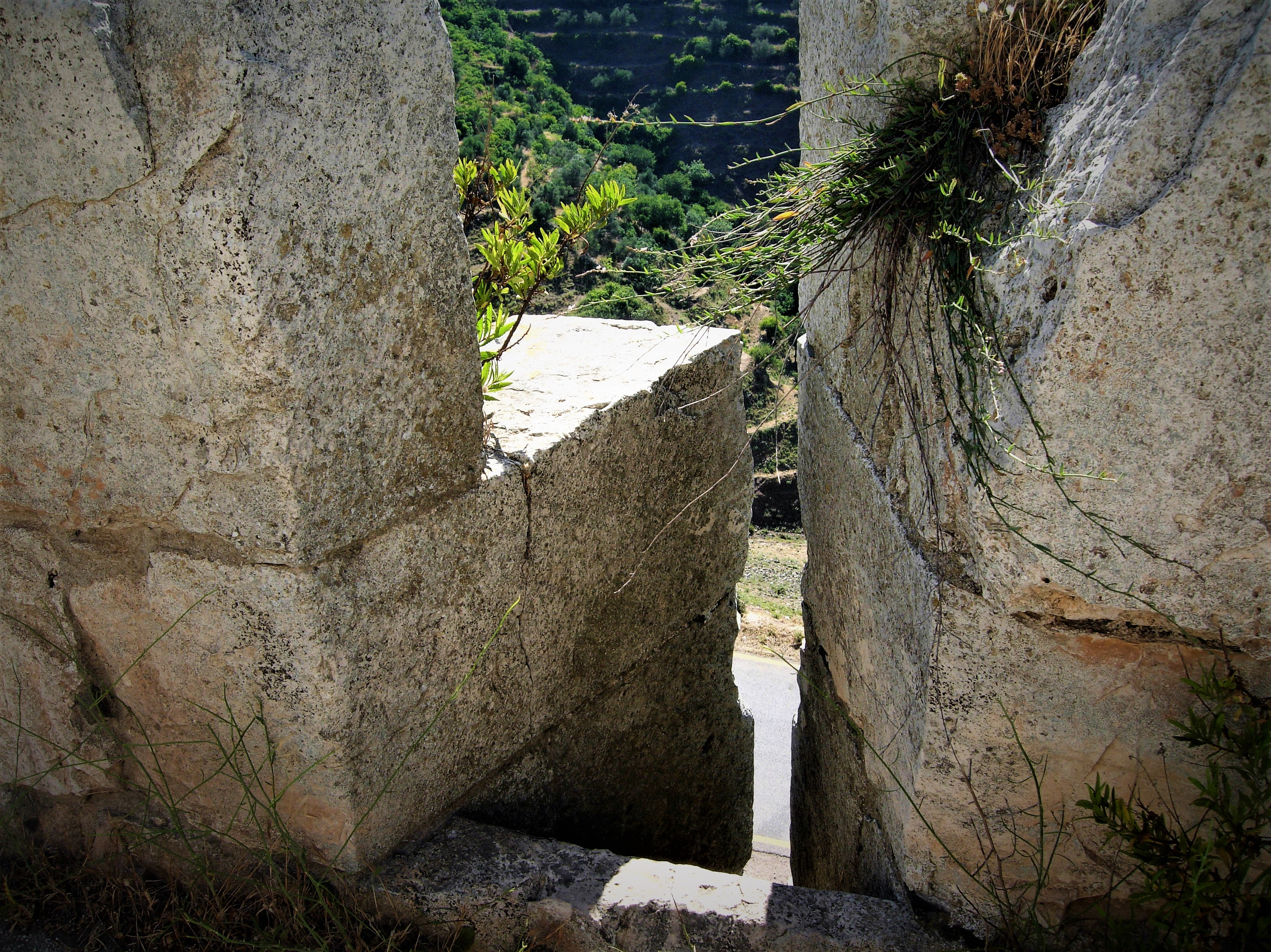
騎士堡牆上佈滿雉堞
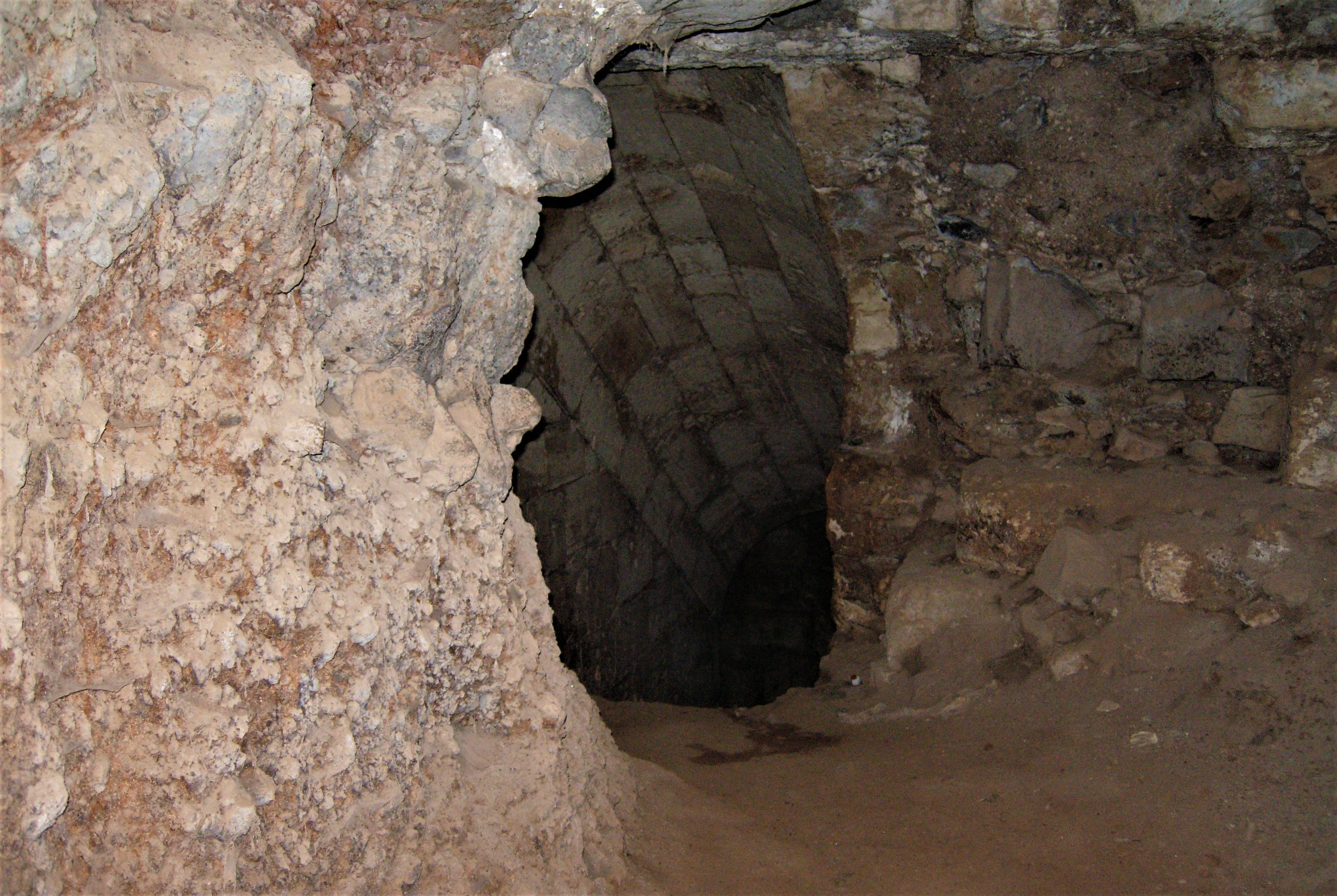
騎士堡防衛設施
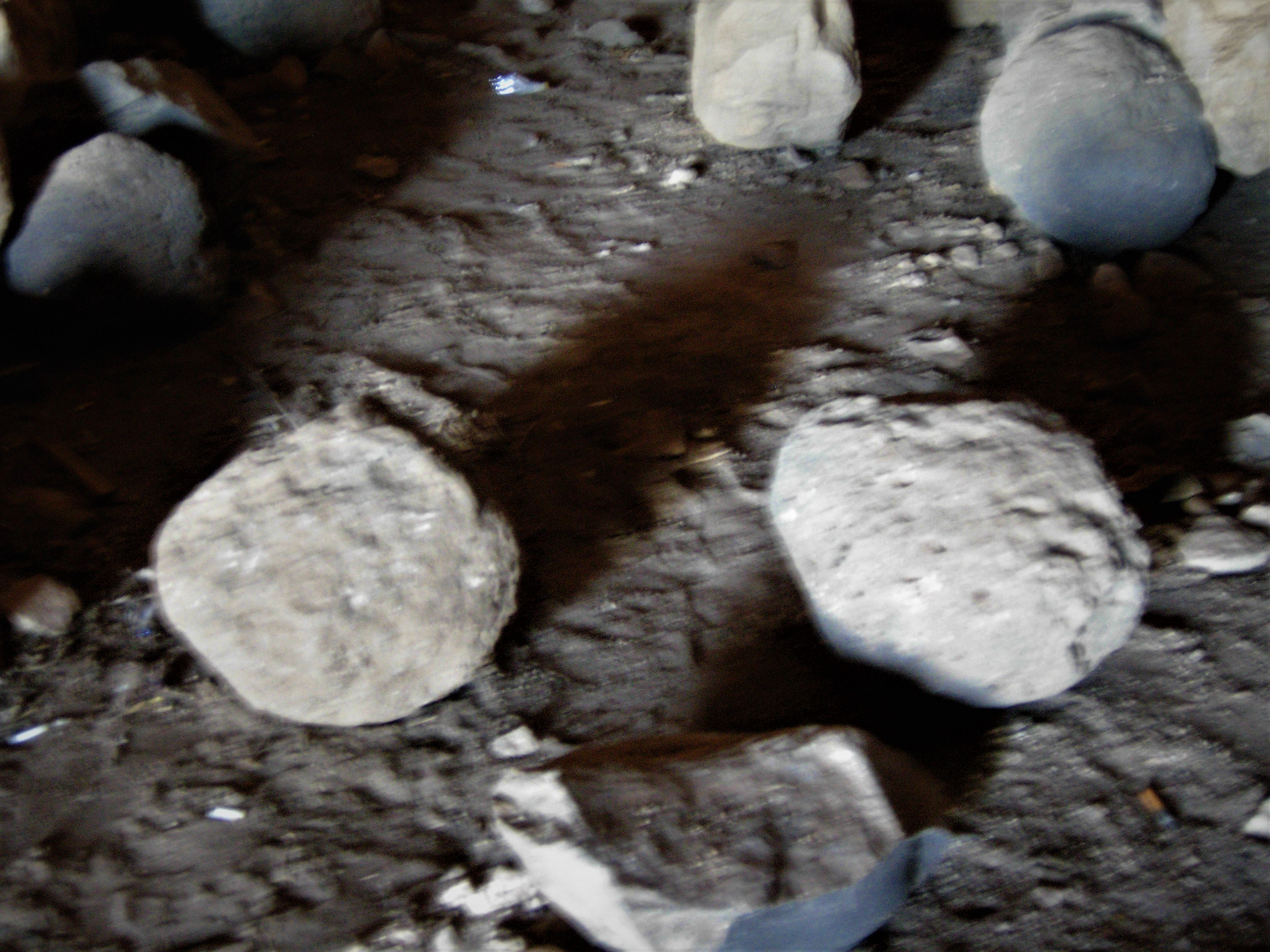
騎士堡防衛設施
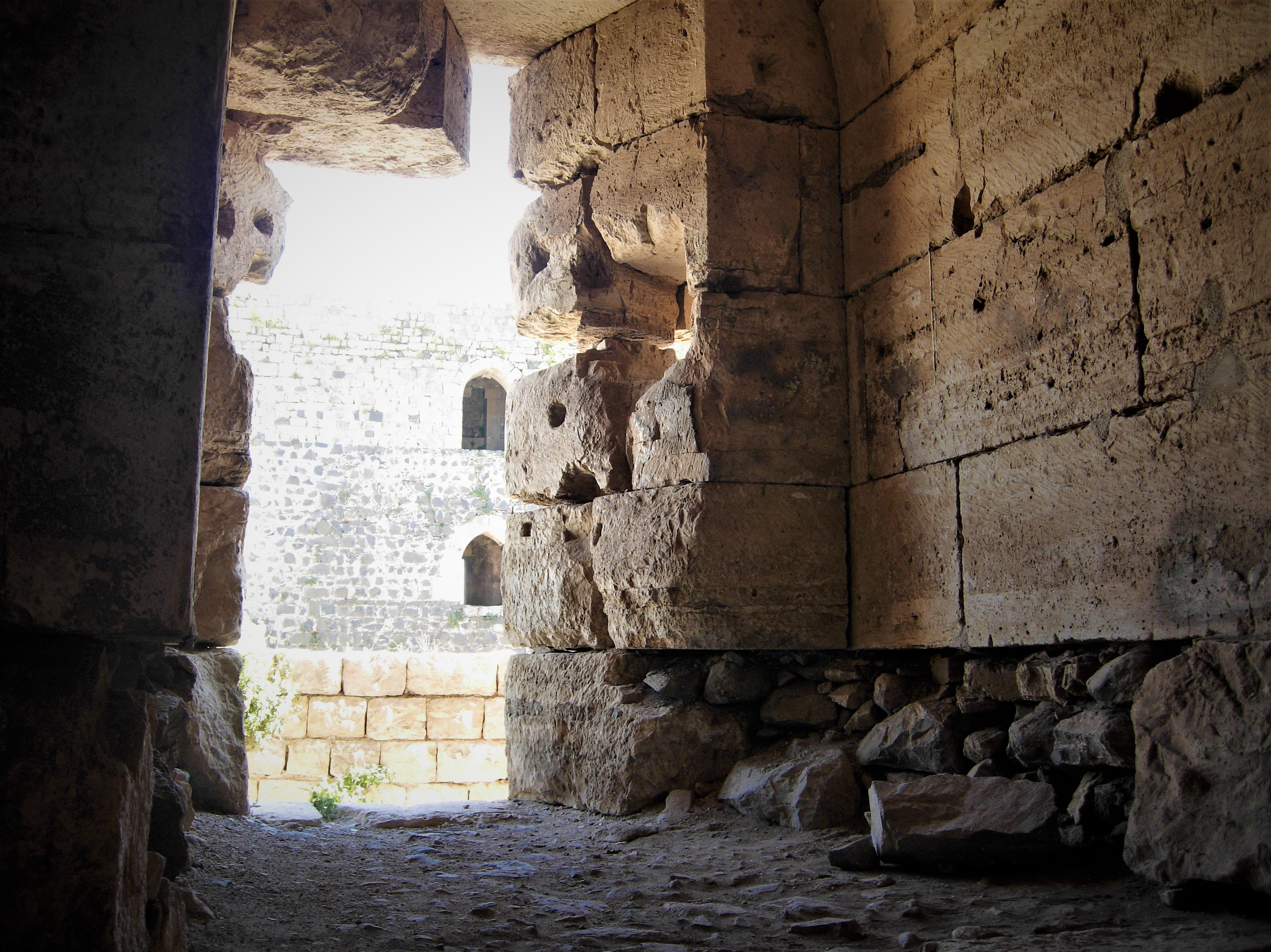
騎士堡防衛設施
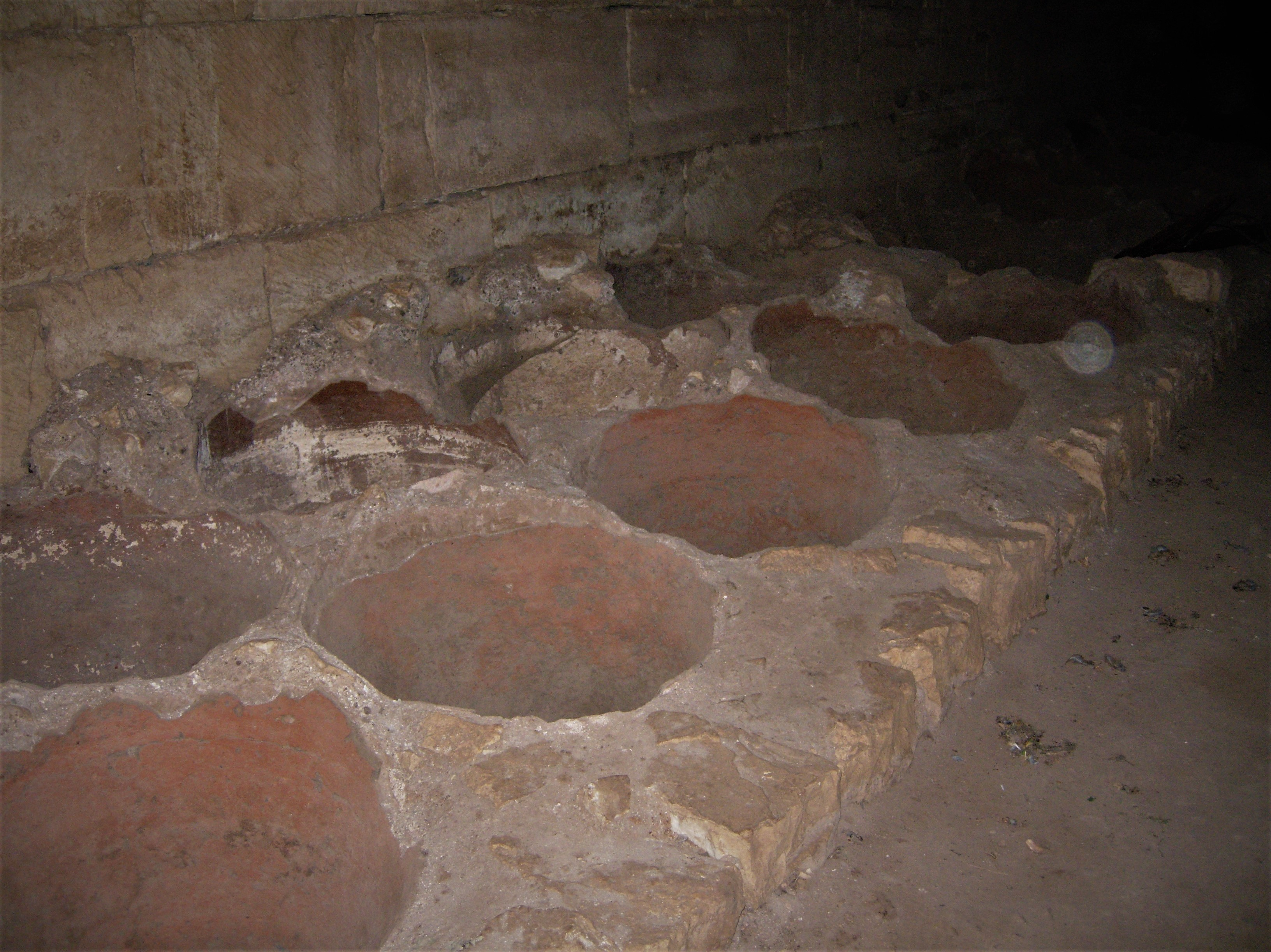
騎士堡防衛設施
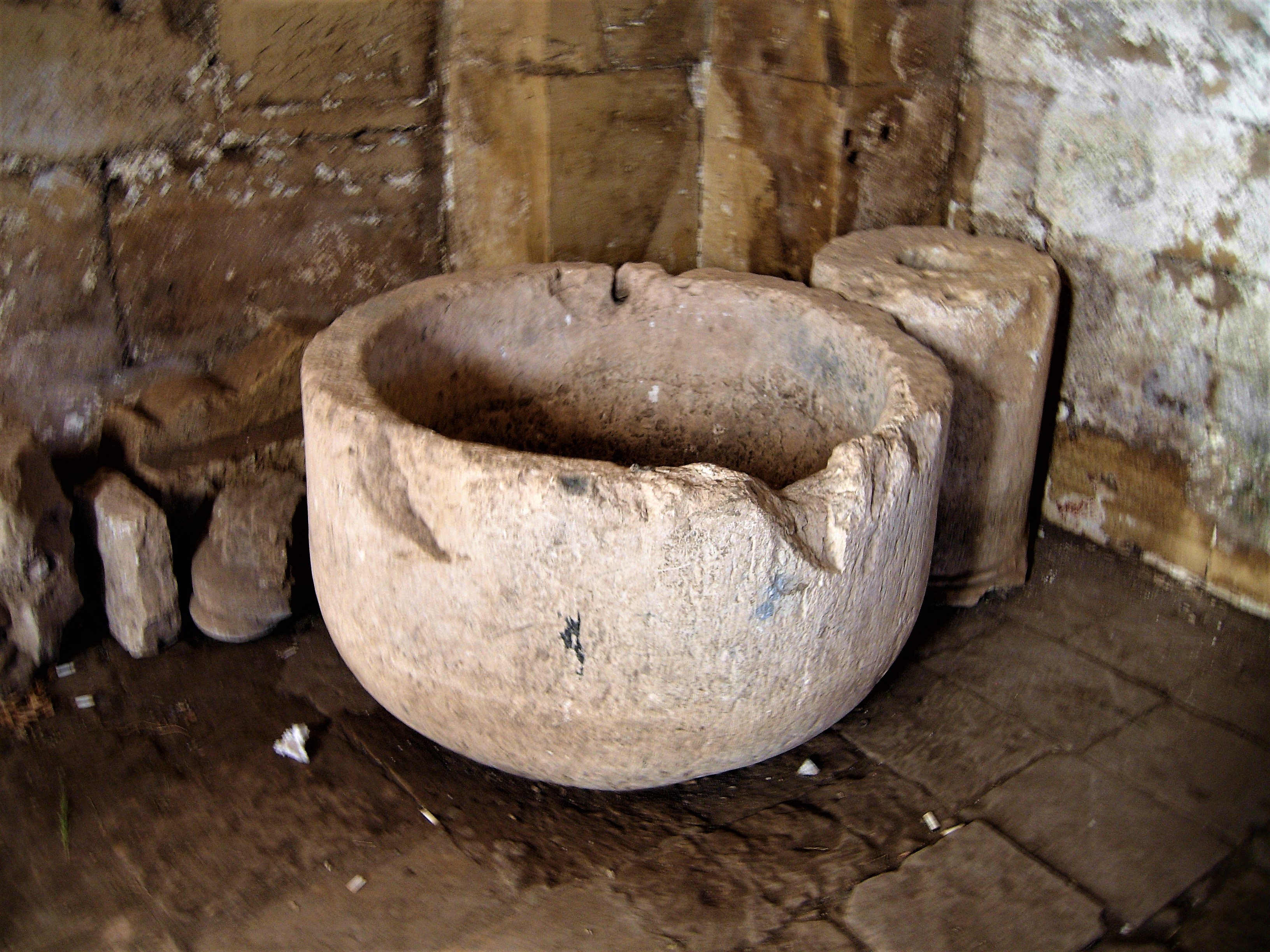
騎士堡防衛設施
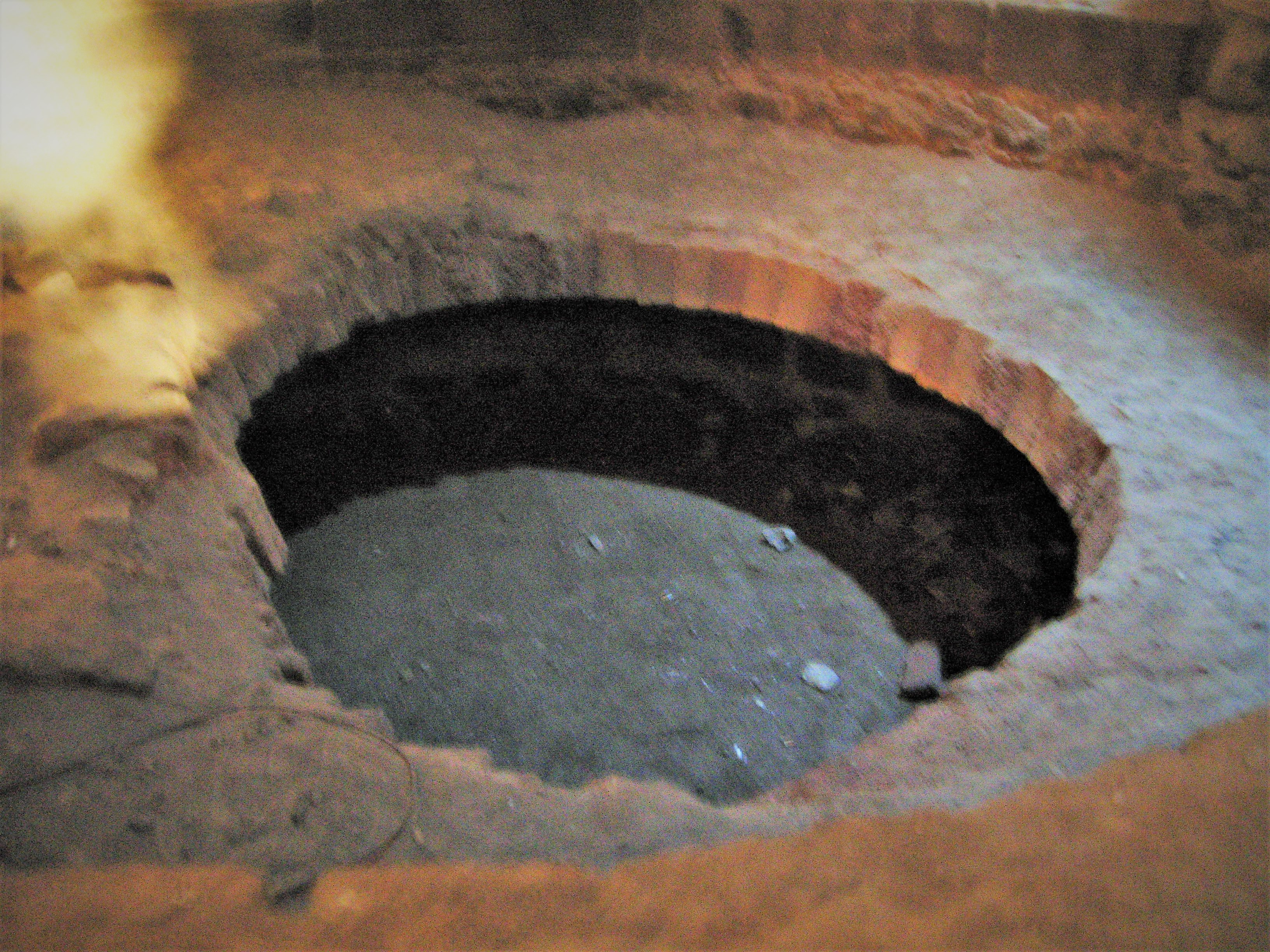
騎士堡防衛水池

## 延伸阅读
- Deschamps, Paul, , Paris, 1934 （法语）
- Biller (ed.), Thomas, , Regensburg, 2006 （德语）
- République arabe syrienne,  (PDF), UNESCO, January 2005  [2021-06-19], （原始内容存档 (PDF)于2017-12-06） （法语）
- Rey, Guillaume, , Paris: Impr. nationale, 1871 （法语）
- Smail, R. C., , London: Thames and Hudson, 1973, ISBN 0-500-02080-9
- Jean Mesqui and Maxime Goepp, Le Crac des Chevaliers (Histoire et architecture) [in French], Paris, Académie des Inscriptions et Belles-Lettres (AIBL) (coll. "Mémoires de l'AIBL"), 462 p. 890 ill., 2019 (presentation on the Academy website （页面存档备份，存于）).